# Костенец
Костенец (буг. Костенец) град је у Републици Бугарској, у средишњем делу земље, седиште истоимене општине Костенец у оквиру Софијске области.

## Географија
Положај: Костенец се налази у средишњем делу Бугарске. Од престонице Софије град је удаљен 70 km југоисточно.
Рељеф: Област Костенеца се налази у омањој котлини у источном подножју планине Рила. Сам град је на приближно 500 m надморске висине. Око града има више термалних извора.
Клима: Због знатне надморске висине клима у Костенецу је оштрији облик конитненталне климе са планинским утицајима.
Воде: Кроз Костенец протиче више мањих водотока, а постоје и бројни термални извори.

## Историја
Област Костенеца је првобитно било насељено Трачанима, а после њих овом облашћу владају стари Рим и Византија. Јужни Словени ово подручеје насељавају у 7. веку. Од 9. века до 1373. г. област је била у саставу средњовековне Бугарске.
Крајем 14. века област Костенеца је пала под власт Османлија, који владају облашћу 5 векова.
Године 1878. град је постао део савремене бугарске државе. Насеље постоје убрзо средиште окупљања за села у околини, са више јавних установа и трговиштем.

## Становништво
По проценама из 2010. г. Костенец је имао преко 7.000 ст. Огромна већина градског становништва су етнички Бугари. Остатак су махом Роми. Последњих деценија град има благи пораст становништва услед близине Софије.
Претежан вероисповест месног становништва је православна.

## Галерија
- Читалиште у Костенецу
- Костенец — здање општине